# Li Ziqi
Li Ziqi (chinês: 李子柒; pinyin: Lǐ Zǐqī; 6 de Julho de 1990), nome de nascimento Li Jiajia (chinês: 李佳佳; pinyin: Lǐ Jiājiā) é uma vlogger chinesa sobre comida, culinária, artesanado, e vida no campo. Ela é conhecida pela elaboração e preparação de seus pratos, desde o plantio e cultivo dos ingredientes, até a refeição, normalmente criando suas próprias ferramentas durante o processo, por meio de técnicas tradicionais chinesas de artesanato. Seus vídeos são gravados por ela mesma em sua propriedade rural, localizada em Pingwu, Mianyang, Sichuan.